# 481 a. C.
El año 481 a. C. fue un año del calendario romano prejuliano. En el Imperio romano se conocía como el Año del consulado de Vibulano y Fuso (o menos frecuentemente, año 273 Ab urbe condita).

## Acontecimientos
- Congreso de las ciudades griegas en Corinto.
- Primera Intervención de Cartago en Sicilia. Amílcar, nieto de Magón, es llamado por los tiranos de Hímera, Terino y de Rheggio-Messina, Anaxilao, para luchar contra los tiranos de Agrigento, Terón y de Siracusa, Gelón.

- Datos: Q236893